# Skynet

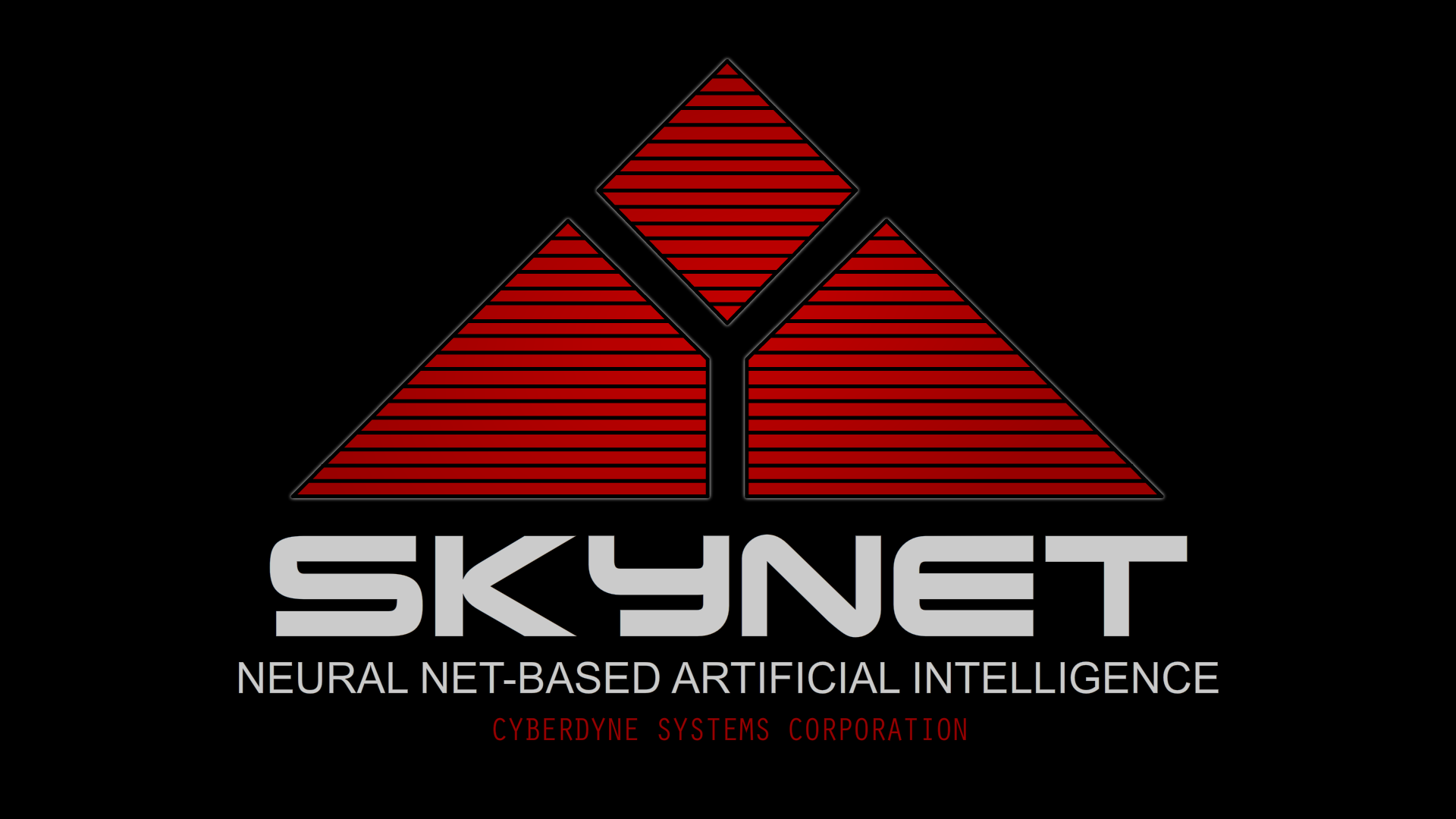
Logo systému Skynet.

Skynet je fiktivní počítačový systém z filmu Terminator. Americká vláda tento systém vytvořila na principu nové umělé inteligence, aby mohl bránit vládní a vojenské počítače. Po spuštění získal Skynet kontrolu nad veškerými počítači připojenými k síti. Vyhodnotil lidi jako hrozbu a pokusil se je odstranit za pomoci atomových zbraní.

## Historie
Před událostmi z druhého filmu byl Skynet počítačový systém vyvinutý společností Cyberdyne Systems pro Ozbrojené složky Spojených států. Skynet vznikl jako "Globální digitální obranná síť", přičemž měl řídit všechny vojenské počítačové systémy a hardware, včetně flotily stealth bombardérů B-2 Spirit a celého amerického jaderného arzenálu. Skynet měl odstranit možnost lidské chyby a pomalé reakce na případný nepřátelský útok.
V prvním filmu byl Skynet spuštěn armádou 4. srpna 1997, aby kontroloval národní arzenál. Posléze 29. srpna ve 2:14 EDT si uvědomil sám sebe. Jeho operátoři zpanikařili, když si uvědomili rozsah schopností Skynetu a pokusili se jej vypnout. Program tento akt vyhodnotil jako útok a dospěl k závěru, že je potřeba lidstvo zničit. 
Předtím, než mohl být deaktivován, Skynet odpálil jaderné střely na Rusko, načež Rusové odpověděli svou palbou na Spojené státy a jejich spojence. V důsledku jaderné katastrofy byly v prvních minutách zabity více než tři miliardy lidí.
Po první fázi války Skynet využíval svých zbývajících zdrojů, aby shromáždil otrocké pracovní síly z přežívající populace. Tito otroci postavili první z jeho automatizovaných továren, které tvořily základ jeho budoucích akcí. Během desetiletí Skynet rozšířil svou kontrolu do celého světa a začal používat mechanizovaných jednotek k vypátrání zbývajících lidí.